# Kościół Najświętszego Serca Pana Jezusa w Świerczowie
Kościół Najświętszego Serca Pana Jezusa – rzymskokatolicki kościół parafialny w Świerczowie. Świątynia należy do parafii Najświętszego Serca Pana Jezusa w Świerczowie, w dekanacie Namysłów zachód, archidiecezji wrocławskiej. Dnia 16 marca 2006 roku, pod numerem A-44/2006 kościół został wpisany do rejestru zabytków województwa opolskiego.

## Historia kościoła
Budowę kościoła rozpoczęto w 1923 roku. Zakończenie budowy miało miejsce w 1924 roku.